# Chance Vought A-7 Corsair
De Chance Vought A-7 Corsair II is een lichte aanvalsjager die vanaf een vliegdek kan opereren; vandaar de typeaanduiding A(van Attack)-7. De A-7 was het eerste toestel dat was uitgerust met een head up display (HUD). Het toestel diende bij de US Navy als vervanger voor de succesvolle A-4 Skyhawk maar het USMC gaf echter de voorkeur aan een ander toestel, de McDonnell Douglas AV-8, de Amerikaanse uitvoering van de Hawker Siddeley Harrier.
De eerste vlucht vond plaats in september 1965 en het toestel werd operationeel in februari 1967. Wegens zijn uiterlijk werd de A-7 Corsair II door zijn vliegers snel aangeduid met de spotnaam Sluf (Short Little Ugly Fellow). Het toestel heeft een treffende gelijkenis met de Chance Vought F-8 Crusader en wordt daar vaak mee verward. Ondanks deze gelijkenis is de Corsair een totaal ander toestel dan de Crusader.
Vanaf 1985 werd het toestel bij de USN gefaseerd vervangen door de nieuwe F/A-18 Hornet. Bij de laatste operationele eenheden werden de A-7’s vervangen na hun inzet in de Golfoorlog in 1990. Tussentijds werden de uitgefaseerde toestellen verkocht aan de luchtmachten van Griekenland (60 stuks), Portugal (50 stuks) en Thailand (112 stuks).
De Air National Guard vloog echter met A-7’s door tot 1993; hierna werd een deel van de overgebleven toestellen geconserveerd en opgeslagen. De rest werd gesloopt.

## Geschiedenis
In 1962 was de US Navy op zoek naar een subsonische vervanger met een groter bereik en grotere ladingsmogelijkheden voor de snel verouderende A-4 Skyhawk. Het door de firma Chance Vought ingediende ontwerp was gebaseerd op de reeds succesvolle onderscheppingsjager F-8 Crusader maar dan in een kortere en veel stevigere uitvoering vanwege de toekomstige aanvalstaak.
In september 1965 vloog het eerste prototype van de nieuwe A-7 Corsair II; het toestel werd genoemd naar de succesvolle F4U Corsair uit WOII.
De A-7 was uitgerust met de Pratt & Whitney TF30 turbofan, dezelfde die ook in de General Dynamics F-111 werd toegepast, maar dan zonder naverbrander. Het toestel had een AN/APQ-116 radar die ook een digitale aanvalscomputer aanstuurde waardoor nauwkeurig afwerpen van de wapenlast mogelijk werd. Ook was het toestel voorzien van een eerste Head Up Display (HUD) uitvoering.
In februari 1967 werden de eerste toestellen bij de Amerikaanse marine operationeel en in december 1967 werd het toestel meteen ingezet boven Vietnam.

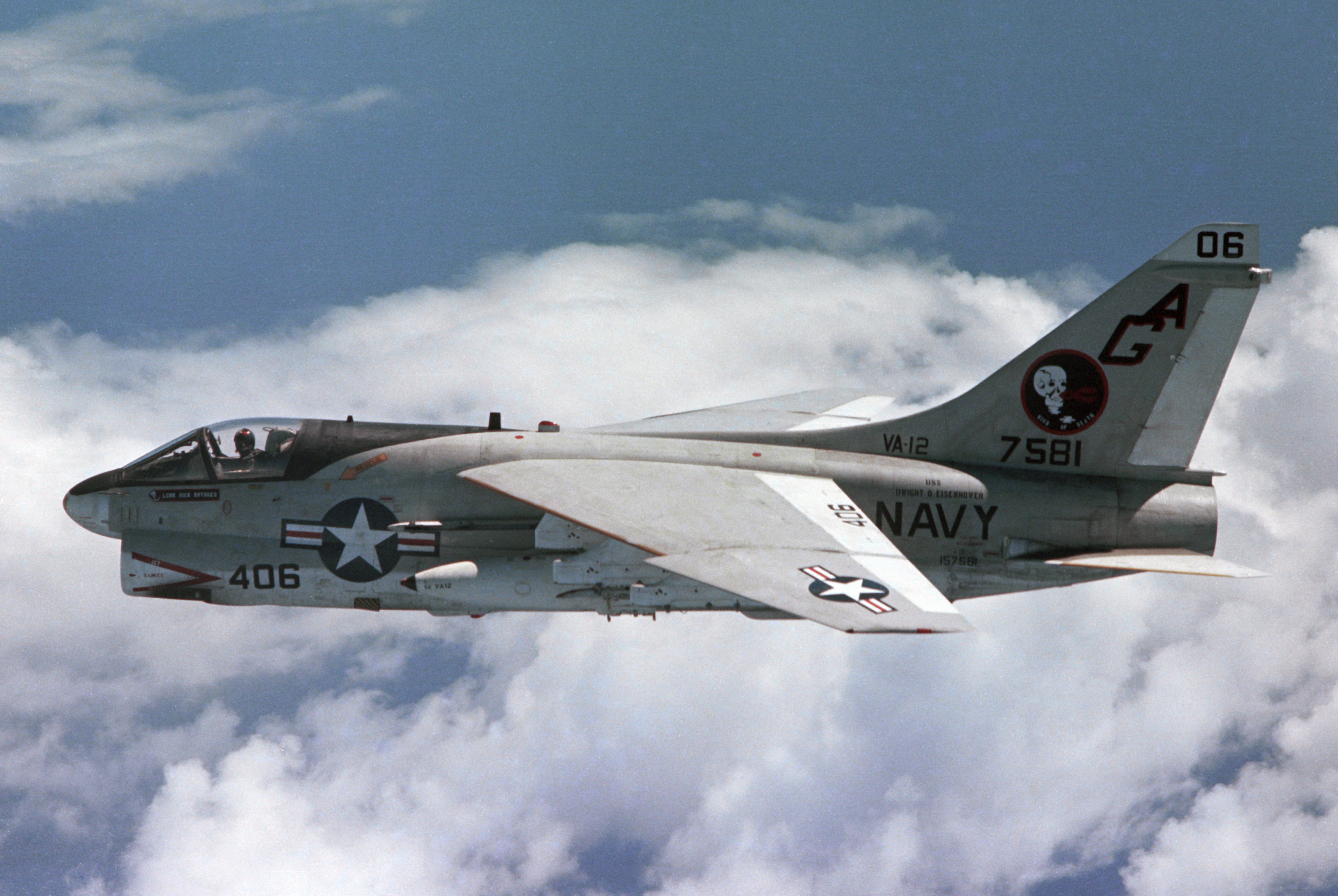
Een A-7E marineversie

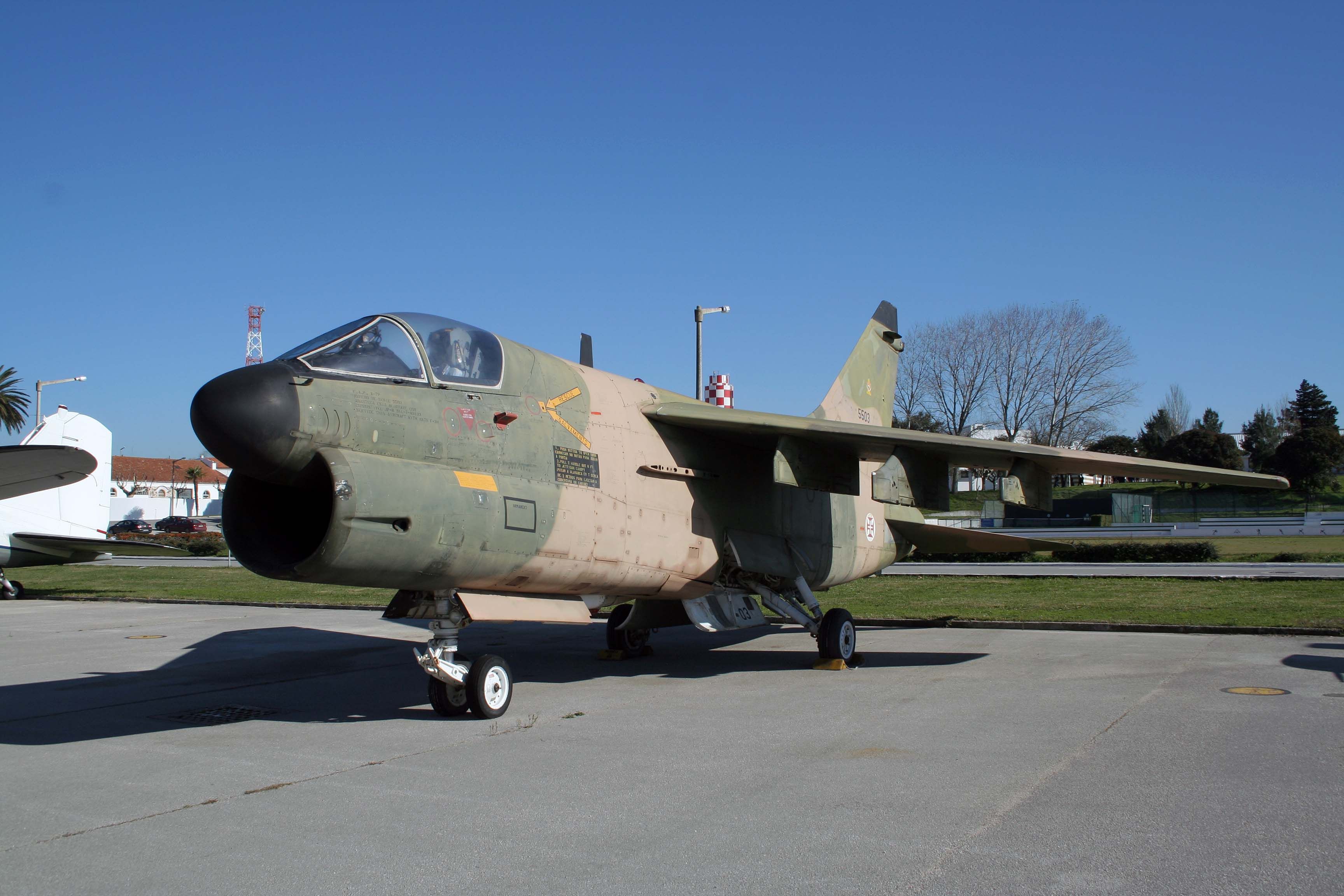
Toestel van de Portugese luchtmacht

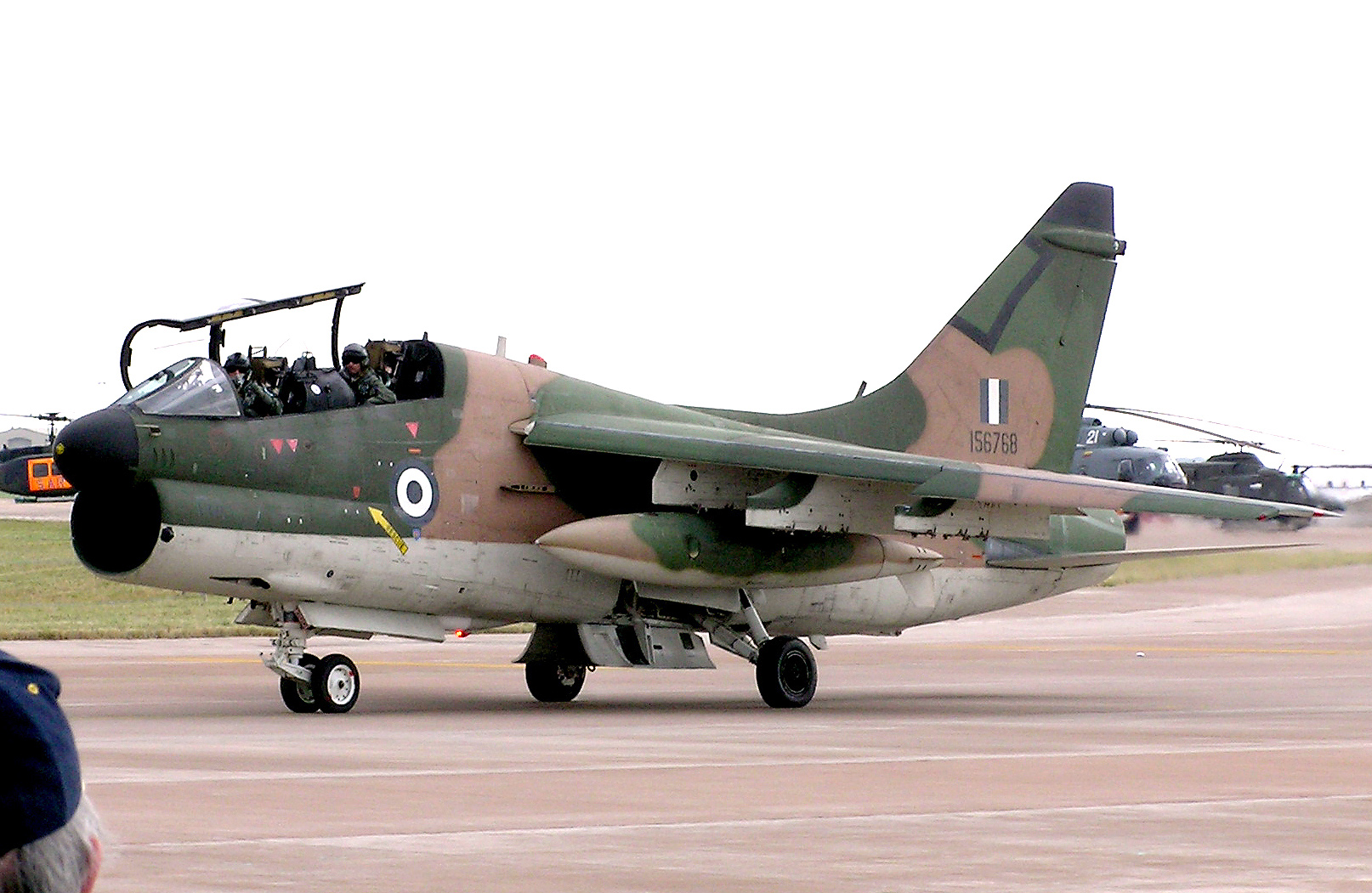
Toestel van de Griekse luchtmacht

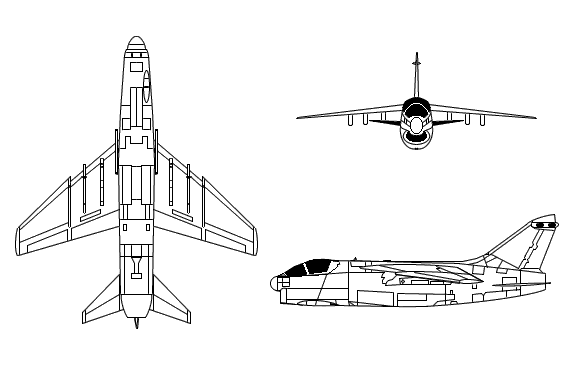
Chance Vought A-7 Corsair II

De productielijn werkte door tot 1984 en leverde totaal 1570 toestellen af.
De Corsair II kende de volgende versies.
- A-7A de eerste productieversie met 2 20mm Colt Mk12 kanonnen en goed voor een theoretische wapenlast van 6804 kg. Dit werd echter beperkt door het maximaal opstijggewicht waardoor het beladen toestel alleen met weinig brandstof kon opstijgen. Meteen daarna moest het worden bijgetankt. Van dit type werden 199 stuks afgeleverd.

- A-7B de versie met een verbeterde TF30 P8 motor die meer vermogen leverde. Hiervan werden 196 stuks gebouwd.

- A-7C de eerste 67 operationele A-7E’s met TF30 motoren en de TA-7C tweezits trainerversie bestaande uit 27 omgebouwde A-7B’s en 36 omgebouwde A-7C’s. In 1984 werden deze omgebouwd naar A-7 E versie.

- A-7D de versie uit 1968 ten behoeve van de USAF ter vervanging van de Douglas A-1 Skyraider aanvalsjager voor grondsteun. Er werden 459 van gebouwd en het grootste verschil zat in de nieuwe Allison TF41 turbofan, een licentie gebouwde Rolls Royce Spey motor, verbeterde avionica en gewijzigde interne bewapening naar 1 roterend 20 mm Vulcan kanon. Later werd dit type ook uitgerust met de Pave Penny laservolger om lasergeleide bommen (LGB)’s te kunnen afwerpen.

- A-7E hetzelfde toestel alleen gebouwd voor de USN. Totaal werden hier 529 stuks van geleverd waarvan 231 stuks in 1986 werden uitgerust voor low altitude night attack (LANA) missies.

- YA-7F een in 1989 uitgebrachte experimentele versie voor eventuele vervanging van de USAF A-10 Thunderbolt II. Hiervan werden er 2 gebouwd; het project werd echter afgeblazen ten gunste van de F-16.

- A-7G een versie naar Zwitserse specificaties; hier werden geen toestellen van gebouwd.

- A-7H een voor de Griekse luchtmacht aangepaste versie zonder bijtank capaciteit. Er werden 60 stuks van omgebouwd. TA-7H was de 2-zits trainerversie voor de Griekse luchtmacht.

- EA-7L dit waren 8 gewijzigde TA-7C’s die werden omgebouwd naar elektronisch stoorvliegtuig en in 1984 naar A-7E standaard werden gebracht.

- TA-7K dit waren 30 stuks trainerversies voor de Air national Guard.

- A-7P waren ex USN A-7A’s voor de Portugese luchtmacht aangepast; de TA-7P was de tweezits trainerversie voor Portugal.

- YA-7E en H waren tweezits prototypes die voor de firma Ling Temco Vought zelf (vroeger Chance Vought) werden gebouwd.

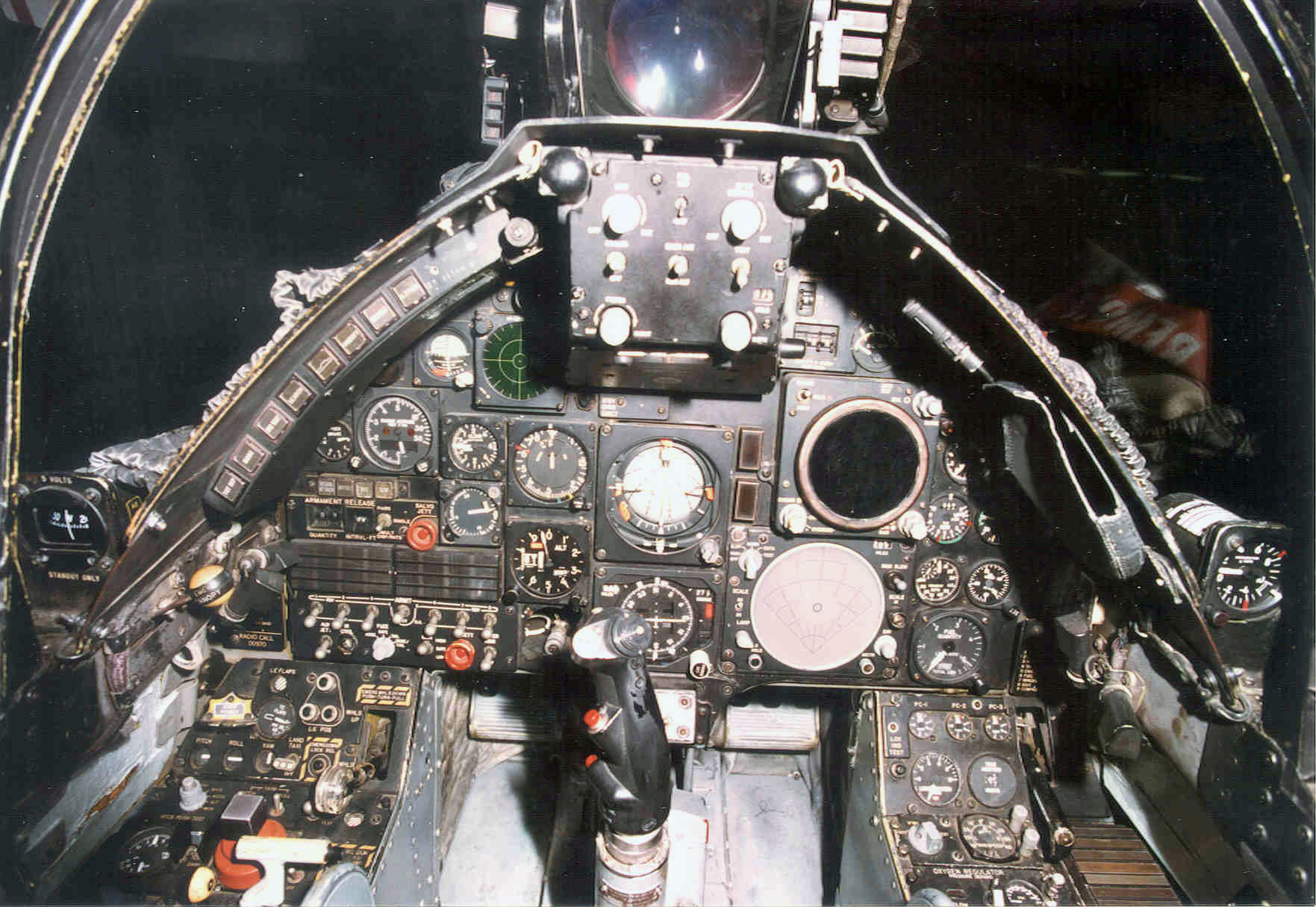
De cockpit van de Corsair II

## Inzet
- De A-7 Corsair II werd vanaf december 1967 meteen dag en nacht in Vietnam ingezet voor grondsteun (close air support) of aanvals missies.

- De USN squadrons VA15 en VA87 leverden in 1983 close air support boven Grenada.

- A-7’s leverden in 1983 ook luchtsteun in Libanon.

- In maart en april 1985 werden Corsairs tegen Libië ingezet tegen SAM sites bij operatie Eldorado Canyon.

- In de beginjaren 80 werden A-7’s ingezet in de Perzische Golf gedurende het conflict tussen Irak en Iran. Bij operatie Earnest Will gaven zij luchtdekking aan olietankers en bij operatie Praying Mantis brachten zij een Iraans fregat tot zinken.

- In 1989 was de Ohio Air National Guard met A-7’s in Panama aanwezig ter ondersteuning van operatie Just Cause.

- Uiteraard werden Corsairs in 1990 in de Golfoorlog tegen gronddoelen ingezet tijdens operaties Desert Shield en Desert Storm.

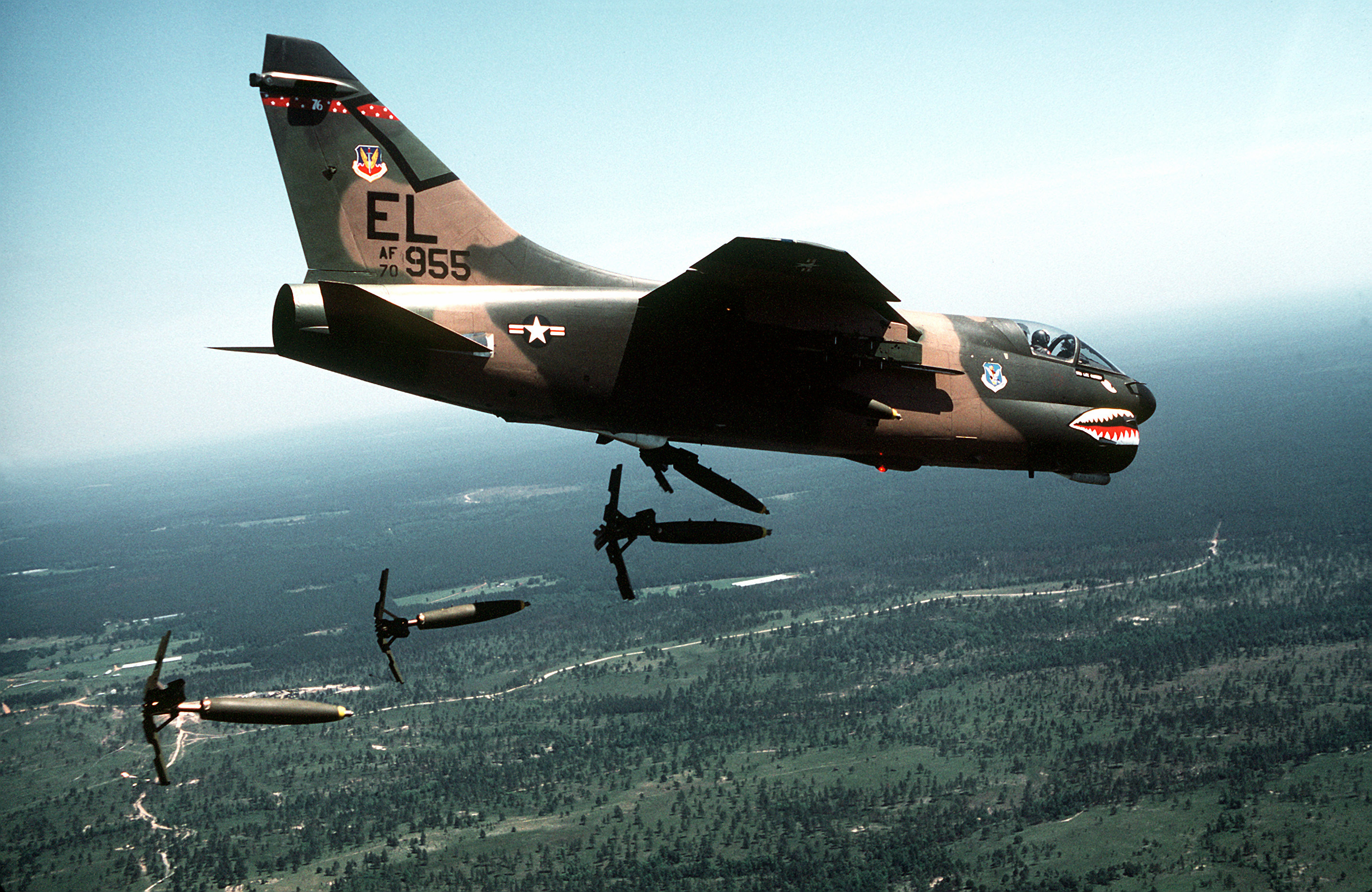
USAF A-7 Snake-eye drop

De Chance Vought Corsair II deed als laatst dienst bij de Griekse luchtmacht (tot 2014).